# Анна-Лиза
Анна-Лиза (англ. Anna-Lisa; 30 марта 1933[…], Осло — 21 марта 2018, Осло) — американская (норвежского происхождения) актриса телевидения (в единичных случаях также известна как киноактриса); во второй половине жизни известна как норвежская театральная актриса-кукольник.

## Биография
Анна Лиза Рууд (настоящее имя актрисы) родилась 30 марта 1933 года в Осло (Норвегия). Сразу после школы устроилась на работу в Центральный театр. В 1954 году прибыла в США, устроившись на работу служанкой в состоятельную калифорнийскую семью, и в итоге осталась в этой стране. С 1958 года начала сниматься в телесериалах, с 1959 года — в кинофильмах. Впрочем, особо востребованной актриса не стала. Она снималась 12 лет (1958—1970) и за это время появилась в трёх кинофильмах и 35 телесериалах. В подавляющем большинстве случаев она играла «гостевые роли», появляясь в каждом из сериалов на 1—2 эпизода; исключение — «Чёрное Седло», в котором она за год снялась в 33 эпизодах. Преимущественно появлялась в сериалах жанра «вестерн». В связи с внешностью и акцентом как правило приглашалась на роли скандинавских девушек (норвежки, шведки), иногда играла итальянок и немок; в титрах актрису обычно указывали как Anna Lisa, то есть без дефиса.
В начале 1970-х годов Анна-Лиза вернулась в Норвегию, где начала новую страницу карьеры — стала кукольником; она с 1976 по 1995 год служила в «Новом театре» в родном Осло.
Анна-Лиза скончалась 21 марта 2018 года в Осло, не дожив девять дней до своего 85-го дня рождения.

## Фильмография

### Широкий экран
- 1959 — Есть ракета — полетим[англ.] / Have Rocket, Will Travel — доктор Ингрид Наарвег
- 1960 — Двенадцать на Луне / 12 to the Moon — доктор Зигрид Бомарк
- 1967 — В поисках злодея / The Search for the Evil One — Ева Браун

### Телевидение
- 1958 — Костяная Нога[англ.] / Sugarfoot — Элли Петерсон (в эпизоде Man Wanted)
- 1958 — Маверик / Maverick — Карен Густавсон (в эпизоде The Judas Mask[англ.])
- 1958 — Бронко[англ.] / Bronco — сестра Тереза (в эпизоде Brand of Courage)
- 1958 — Видео-театр «Люкс»[англ.] / Lux Video Theatre — Эльза Хоффман (в эпизоде Small Wonder)
- 1959 — Миллионер[англ.] / The Millionaire — Стелла Буасверт (в эпизоде Millionaire Mark Fleming)
- 1959 — Шоу Гейл Сторм[англ.] / The Gale Storm Show — Хельга (в эпизоде One, Two, Ski!)
- 1959—1960 — Чёрное Седло[англ.] / Black Saddle — Нора Трэверс (в 33 эпизодах)
- 1960 — Тюряга[англ.] / Lock-Up — Энн Малер (в эпизоде First Prize for Murder)
- 1960 — Морская охота[англ.] / Sea Hunt — Резия Хельвинг (в эпизоде Ghost Light)
- 1960 — Дымок из ствола / Gunsmoke — Гретхен (в эпизоде The Blacksmith[англ.])
- 1960 — Ларами[англ.] / Laramie — Луиза Кларк (в эпизоде .45 Calibre)
- 1960 — Бонанза / Bonanza — белая девушка-«буффало» • Рут Хальверсен (в эпизоде The Savage[англ.])
- 1960 — Сёрфсайд 6[англ.] / Surfside 6 — Аликсе Хоган (в эпизоде The International Net)
- 1960, 1962 — Сансет-стрип, 77[англ.] / 77 Sunset Strip — доктор Эбби Райнер • Мари Козари (в 2 эпизодах[англ.])
- 1961, 1963 — Бен Кейси / Ben Casey — Тесс Гарри • доктор Эми Петерсон (в 2 эпизодах[англ.])
- 1962 — ? / GE True — Зигрид Лунд (в 2 эпизодах)
- 1963 — Одиннадцатый час[англ.] / The Eleventh Hour — Грета Бьёрлинг (в эпизоде Where Have You Been, Lord Randall, My Son?)
- 1963 — Перри Мейсон / Perry Mason — Норма Викерс (в эпизоде The Case of the Velvet Claws)
- 1963 — Лейтенант[англ.] / The Lieutenant — управляющая мотеля (в эпизоде To Take Up Serpents)
- 1964 — Путешествие на дно моря / Voyage to the Bottom of the Sea — Зигрид (в эпизоде The Village of Guilt)
- 1966 — Хэнк[англ.] / Hank — Хельга (в эпизоде Ethel Weiss, Won't You Please Come Home)
- 1966 — Девушка от Д.Я.Д.И.[англ.] / The Girl from U.N.C.L.E. — Брунгильда (в эпизоде The Garden of Evil Affair)
- 1966 — Человек от Д.Я.Д.И.[англ.] / The Man from U.N.C.L.E. — Зигне (в эпизоде The Candidate's Wife Affair[англ.])
- 1966, 1970 — Дни в Долине Смерти / Death Valley Days — Элеанора • Хильда Свансон (в 2 эпизодах)
- 1967 — Гориллы Гаррисона[англ.] / Garrison's Gorillas — Хельга Носсер (в эпизоде Banker's Hours)
- 1967 — Эта девушка / That Girl — Розанна Баррини (в эпизоде When in Rome)
- 1968 — Спасай свою жизнь[англ.] / Run for Your Life — Хельга Гален (в эпизоде Beware My Love)